# Giulio Avellino
Giulio Giacinto Avellino, detto Il Messinese (Messina, 1645 – Ferrara, 27 agosto 1700), è stato un pittore italiano.

## Biografia
Nato a Messina, da cui il soprannome con cui era conosciuto, era il fratello maggiore del pittore Onofrio Avellino. Visse a lungo a Ferrara ove visse negli ultimi anni sua vita. Fu suo mèntore il futuro suocero Niccolò Francesco Maffei, architetto e matematico. Avellino fu allievo di Salvator Rosa a Roma per due anni e a lui si ispirò realizzando dipinti di architetture e ruderi. Tornato a Messina si specializzò nella raffigurazione di paesaggi. Costretto a fuggire da Messina, si rifugia prima a Napoli e poi a Venezia e quindi a Cremona e Ferrara.
Opere di Avellino sono presenti a Ferrara o in Romagna, ma anche a Napoli, Cremona e Venezia.
Morì a Ferrara il 20 agosto 1700 presso l'Ospedale dei Battuti Bianchi dipendente dalla parrocchia di San Salvatore, tempio ove è documentata la sepoltura.